# Sighata
Sighata (tiếng Ả Rập: سيغاتا) là một ngôi làng Syria nằm trong phó huyện Masyaf ở huyện Masyaf, nằm ở phía tây Hama. Theo Cục Thống kê Trung ương Syria (CBS), Sighata có dân số 1.739 người trong cuộc điều tra dân số năm 2004. Cư dân của nó chủ yếu là Alawites.